# Ceanothus oliganthus
Ceanothus oliganthus es una especie de arbusto de la familia de espino cerval Rhamnaceae conocida por el nombre común de ceanothus peludo, o ceanothus de hojas peludas.
La variedad de esta especie conocida como jimbrush (var. Sorediatus) a veces se trata como una especie separada.

## Hábitat y rango
Crece en California y Baja California, donde crece a través de todas las cordilleras costeras en hábitat seco como el chaparral.

## Descripción
Este es un arbusto grande y erecto que se acerca a 3 metros de altura máxima.

### Hojas y tallos
Las estípulas (pequeñas estructuras similares a hojas en los tallos en la base del tallo de la hoja, son delgadas y se caen temprano).
Las hojas de hoja perenne están dispuestas alternativamente y pueden medir hasta 4 centímetros de largo. Son de color verde oscuro en la parte superior, más pálidos y peludos en la parte inferior, y están bordeados por dientes glandulares. Las hojas tienen 3 venas principales que se elevan desde la base. Las hojas tienen un borde dentado. La hoja está cubierta con pelos cortos y suaves en la parte superior.
Las ramitas son flexibles, no rígidas.

### Inflorescencia y fruto
La inflorescencia es un racimo o una serie de racimos de flores azules o púrpuras. Florece de abril a mayo.
La fruta es una cápsula que puede ser peluda o no, dependiendo de la variedad.